# 해독
해독(解毒, 영어: detoxification)은 생물의 몸 안에서 독의 생리적 또는 의학적 제거 과정이며, 대부분 간에서 수행한다. 넓은 의미로는 약물에 의한 금단 증상의 치료를 포함한다.
해독은 주로 간에서 수행되는 인체를 포함한 살아있는 유기체에서 독성 물질을 생리학적 또는 의학적으로 제거하는 것이다. 또한 이는 중독성 물질을 장기간 사용한 후 유기체가 항상성으로 돌아가는 약물 금단 기간을 의미할 수 있다. 의학에서는 독극물 섭취의 오염 제거, 해독제 사용, 투석 및 킬레이트화 요법(제한된 수의 경우)과 같은 기술을 통해 해독을 달성할 수 있다.
많은 대체 의학 실무자들은 해독 다이어트와 같은 다양한 유형의 해독을 장려한다. 영국에 본사를 둔 자선 신탁인 센스 앤드 사이언스(Sense about Science)는 이러한 식이요법 "해독" 주장 대부분에 뒷받침할 증거가 부족하다고 판단했다.
간과 신장은 CYP 효소와 같은 세포내(구체적으로 미토콘드리아의 내막 또는 세포의 소포체) 단백질과 마찬가지로 자연적으로 해독이 가능하다. 신부전의 경우 투석을 통해 신장의 작용을 모방한다. 신장 및 간 이식은 각각 신장 및 간부전에도 사용된다.

## 같이 보기
- 해독 (대체의학)
- 해독제